# Samuel Apór de Al-Tórja
Samuel Apór de Al-Tórja (Sopron, 27. kolovoza 1856. – Budimpešta, 18. kolovoza 1917.) je bio austrougarski general i vojni zapovjednik. Tijekom Prvog svjetskog rata zapovijedao je 5. honvedskom konjičkom divizijom na Istočnom i Rumunjskom bojištu.

## Vojna karijera
Samuel Apór je rođen 27. kolovoza 1856. u Sopronu. U vojsku je stupio 1875. godine kada je primljen u Kadetsku školu u Beču. Najprije služi u 6. ulanskoj pukovniji, a nakon toga u 8. husarskoj pukovniji. U svibnju 1877. dostiže čin poručnika. Iduće, 1878. godine, zapovijedajući vodom sudjeluje u okupaciji Bosne i Hercegovine. U svibnju 1889. promaknut je u čin konjičkog satnika (rittmeistera), dok je čin bojnika dostigao u studenom 1900. godine. Te iste godine postaje pobočnikom cara Franje Josipa. U svibnju 1904. unaprijeđen je u čin potpukovnika, da bi u čin pukovnika bio promaknut u studenom 1907. godine. Potom služi u 8. husarskoj pukovniji, da bi nakon toga u ožujku 1908. godine postao zapovjednikom 13. husarske pukovnije. U studenom 1912. promaknut je u čin general bojnika.

## Prvi svjetski rat
Na početku Prvog svjetskog rata Apór postaje zapovjednikom 5. honvedske konjičke divizije koja se na Istočnom bojištu nalazila u sastavu Armijske grupe Kövess. Zapovijedajući navedenom divizijom Apór sudjeluje u Galicijskoj bitci, te nakon toga u studenom u Bitci kod Limanowe-Lapanowa. Početkom 1915. Apór je s 5. honvedskom konjičkom divizijom premješten u sastav Armijske grupe Pflanzer-Baltin u sklopu koje sudjeluje u Karpatskoj ofenzivi. Potom u sastavu 7. armije sudjeluje u gonjenju ruskih snaga u ofenzivi Gorlice-Tarnow, te je u rujnu promaknut u čin podmaršala. U ljeto 1916. Apórova 5. honvedska konjička divizija napadnuta je od strane ruskih snaga u Brusilovljevoj ofenzivi, te je nakon zaustavljanja iste upućena na Rumunjsko bojište.

## Smrt
U jesen 1916. Apor se služeći na Rumunjskom bojištu teško razbolio. Povučen je s ratišta te smješten u bolnicu u Budimpešti. Od bolesti se međutim, nije oporavio, te je preminuo 18. kolovoza 1917. godine u 61. godini života. Pokopan je na groblju Farkasréti u Budimpešti.

## Vanjske poveznice
(eng.) Samuel Apór de Al-Tórja na stranici Axis History Forum